# Waldzaunkönig
Der Waldzaunkönig (Henicorhina leucosticta) ist eine Vogelart aus der Familie der Zaunkönige (Troglodytidae), die in Mexiko, Belize, Guatemala, Honduras, Nicaragua, Costa Rica, Panama, Kolumbien, Guyana, Suriname, Französisch-Guayana, Brasilien, Ecuador und Peru verbreitet ist. Der Bestand wird von der IUCN als nicht gefährdet (Least Concern) eingeschätzt.

## Merkmale
Der Waldzaunkönig erreicht eine Körperlänge von etwa 10,0 bis 11,5 cm bei einem Gewicht von etwa 15,7 g. Die Zügel sind schwärzlich grau, der Augenstreif vor dem Auge gräulich und hinter dem Auge weiß. Die schwärzliche Färbung hinter dem Auge weist weiße Flecken im Nackenbereich auf, die schwarzen Ohrdecken werden von grauweißen Flecken und Streifen durchzogen. Der Oberkopf und Nacken sind schwarz, doch haben die Nackenfedern kräftig braune Spitzen. Der Rücken ist kräftig braun gefärbt, der Bürzel rötlich braun. Die Handschwingen und Armschwingen wirken an den Außenfahnen warm braun mit unklar gezeichneten dunkleren braunen Strichen. Die Steuerfedern wirken kräftig rötlich braun mit engen schwärzlichen Binden. Das Kinn, die Kehle und die Brust sind weiß, die Brustseiten grau, der Bauch und die Flanken warm ockerfarben braun. Die Augen sind braun, der Schnabel schwarz mit hornfarbener Basis am Unterschnabel und dunkel grauen Beinen. Beide Geschlechter ähneln sich. Jungtiere haben einen braunen Oberkopf, der sich leicht farblich vom Rücken abhebt. Die Kehle und Brust sind gräulich, manchmal mit unscharfen dunkleren Streifen darunter.

## Verhalten und Ernährung
Der Waldzaunkönig ernährt sich fast ausschließlich von Wirbellosen. Das Futter für Nestlinge besteht nur aus Tieren, speziell Raupen und Larven. Sein Futter sucht er vom Boden bis zwei bis drei Meter über dem Boden, selten auch höher. Besonders gerne mag er dichtes Gewirr in der Umgebung von Bäumen und Schluchten. Gelegentlich mischt er sich in der Nähe von Wanderameisen kurz unter andere Vogelgruppen, gilt aber nicht als einer, der den Schwärmen folgt.

## Lautäußerungen
Der Gesang des Waldzaunkönigs klingt laut und kräftig. Er besteht aus drei bis fünf Pfiffen, die er beständig als Phrase wiederholt. Oft wird dieses mit Getriller vermischt. Beide Geschlechter singen, oft antiphonisch, wobei das Weibchen vermutlich nur während der Brutzeit singt. Die Töne können sich je nach Verbreitungsgebiet unterscheiden. Aus Veracruz wurde ein heller metallischer tick-Laut berichtet, aus Costa Rica ein heiserer irp-Ton.

## Fortpflanzung
Die Brutsaison des Waldzaunkönigs ist in Costa Rica von Februar bis Mai, selten schon ab Januar, und in Suriname von Februar bis Juli. In Französisch-Guayana wurden flügge Tiere im Dezember beobachtet, in Kolumbien von Januar bis Juli in Brutstimmung. Das Nest ist eiförmig und eher größer als breiter. Der Boden ist dicker, hat ein kreisförmiges Eingangsloch an der Seite, welches oben durch eine Art Visier geschützt ist. Dieses wird aus faserigem vegetarischem Material, Würzelchen und ähnlichem Material gebaut und außen mit Moos verkleidet, sowie innen mit Federn ausgelegt. Es wird Boden nahe gebaut und gut in dichter Vegetation oder einem Baumstumpf verborgen. Ein weiteres Nest, das als Schlafplatz dient, ist weniger robust gebaut, befindet sich meist etwas höher und weniger geschützt, doch meist auf dünner Vegetation, so dass Prädatoren den Angegriffenen durch das Schütteln des Astes vorwarnen. Ein Gelege besteht aus zwei Eiern, meist makellos glänzend weiß, seltener mit einigen braunen Sprenkeln. Die Bebrütung erfolgt wahrscheinlich nur durch das Weibchen und dauert ca. 18 Tage. Die Küken werden von beiden Elternteilen gefüttert. Nach 17 bis 18 Tagen werden die Nestlinge flügge.

## Verbreitung und Lebensraum

Verbreitungsgebiet des Waldzaunkönigs (grün)

Der Waldzaunkönig bevorzugt den feuchten Wald der Tiefebenen in Höhenlagen von Meeresspiegel bis 1300 Metern. Sehr viel seltener kommt er in Höhenlagen bis 1800 oder gar 2000 Metern vor.

## Migration
Der Waldzaunkönig gilt als Standvogel.

## Unterarten
Es werden dreizehn Unterarten unterschieden:
- Henicorhina leucosticta decolorata Phillips, AR, 1986[3] kommt im nördlichen zentralen Mexiko vor. Diese Unterart ähnelt H. l. prostheleuca ist aber kleiner, wirkt farblich matter, heller und weniger rötlich, speziell an den Flügel und am Schwanz.[1]
- Henicorhina leucosticta prostheleuca (Sclater, PL, 1857)[4] ist im südlichen und östlichen Mexiko bis Belize verbreitet. Die Subspezies hat einen rötlich braunen Oberkopf und ist nicht besonders rötlich auf der Oberseite.[1]
- Henicorhina leucosticta smithei Dickerman, 1973[5] kommt im Süden der Yucatán-Halbinsel bis Guatemala vor. Diese Unterart ist im hinteren Bereich blasser als andere zentralamerikanische Unterarten und hat einen schwarzen Oberkopf.[1]
- Henicorhina leucosticta tropaea Bangs & Peters, JL, 1927[6] kommt von Honduras über Nicaragua bis in den Osten Costa Ricas vor. Die Subspezies ähnelt H. l. prostheleuca, ist aber rötlicher an Rücken und den Flanken. Außerdem hat sie einen rötlich braune Mittelstreifen am Oberkopf.[1]
- Henicorhina leucosticta costaricensis Dickerman, 1973[5] ist im zentralen Costa Rica verbreitet. Die Subspezies ist dunkler, weist weniger rötliche Färbung auf der Oberseite auf als andere zentralamerikanische Unterarten. Der Rücken ist dunkel schokoladenbraun.[1]
- Henicorhina leucosticta pittieri Cherrie, 1893[7] kommt vom Südwesten Costa Ricas bis Zentralpanama vor. Die Subspezies ähnelt H. l. tropaea, hat aber eine hellere kastanienfarbene Oberseite, die Flanken eher rostbraun, den Mittelstreifen am Oberkopf rötlich.[1]
- Henicorhina leucosticta alexandri Phillips, AR, 1986[3] ist an den karibischen Berghängen im Osten Panamas und dem Nordwesten Kolumbiens verbreitet. Diese Unterart ist relativ blass und hell auf der Oberseite, die Flanken weisen eine leichte rötlich braune Tönung auf.[1]
- Henicorhina leucosticta darienensis Hellmayr, 1921[8] ist an den pazifischen Berghängen im Osten Panamas und dem Westen Kolumbiens verbreitet. Diese Unterart ähnelt H. l. tropaea, hat aber einen schwarzen Oberkopf.[1]
- Henicorhina leucosticta albilateralis Chapman, 1917[9] kommt im nördlichen zentralen Kolumbien vor. Diese Unterart unterscheidet sich H. l. eucharis durch die mattere Gefiederfärbung den zimtfarbenbraunen Rücken und die weniger grauen Flanken.[1]
- Henicorhina leucosticta leucosticta (Cabanis, 1847)[10] ist im östlichen und südlichen Venezuela,  Guyana, Suriname, Französisch-Guayana und dem Norden Brasiliens verbreitet.
- Henicorhina leucosticta eucharis Bangs, 1910[11] kommt im Tal des Río Dagua im Westen Kolumbiens vor. Die Subspezies ist größer, etwas matter gefärbt und hat weniger Schwarz im Backenbereich. Die Striche an Handschwingen und Armschwingen sind nur unklar gezeichnet.[1]
- Henicorhina leucosticta inornata Hellmayr, 1903[12] kommt im Südwesten Kolumbiens bis in den Nordwesten Ecuadors vor. Die Subspezies ist auf der Oberseite heller, hat einen rötlichen Oberkopf, einen engen weißen Überaugenstreif, kräftigere rötlich braune Flanken und einen dickeren Schnabel.[1]
- Henicorhina leucosticta hauxwelli Chubb, C, 1920[13] ist vom Süden Kolumbiens, über den Osten Ecuadors und den Nordosten Perus verbreitet. Diese Unterart ähnelt der Nominatform, hat aber einen eher rötlich kastanienfarbenen Rücken, Flügel und Schwanz. An den Flanken wirkt das dunkler rötlich braun.[1]

## Etymologie und Forschungsgeschichte
Die Erstbeschreibung des Waldzaunkönigs erfolgte 1849 durch Jean Louis Cabanis unter dem wissenschaftlichen Namen Cyphorhinus leucosticta. Typusexemplare befand sich im naturhistorischen Museum Berlin und stammten aus Guyana und Papantla. 1868 führten Philip Lutley Sclater und Osbert Salvin die für die Wissenschaft neue Gattung Henicorhina ein. Dieser Name leitet sich von »henikos ἑνικος« für »einzigartig« und »rhis, rhinos ῥις, ῥινος« für »Nasenlöcher« ab. Der Artname »leucosticta« leitet sich von »leukostiktos λευκοστικτος« für »weiß gefleckt« ab und ist ein Wortgebilde aus »leukos λευκος« für »weiß« und »stiktos, stizo στικτος, στιζω« für »gepunktet, stechen«. »Smithei« ist Frank Bertram Schmidt (1892–1989), auch als Frank Bertram Smithe bekannt, gewidmet, »pittieri« Henri François Pittier (1857–1950), »alexandri« sit Alexander Wetmore (1886–1978) und »hauxwelli« John Hauxwell (?1827–?1919) »Costaricensis« bezieht sich auf das Land Costa Rica, »darienensis« auf die Provinz Darién. »Decoloratus« ist ein lateinisches Wortgebilde aus »de« für »reduziert, entfernt« und »color, coloris« für »Farbe«, »albilateralis« aus »albus« für »weiß« und »latus, lateris« für »Seite, Flanke« und »inornatus« aus »in-« für »nicht« und  »ornatus, ornare« für »verziert, verzieren«. »Prostheleuca« leitet sich vom griechischen »prosthe προσθε« für »vor, vorne« und »leukos λευκος« für »weiß« ab, »eucharis« vom »eu ευ« für »fein« und »charitos, chairō χαριτος, χαιρω« für »Anmut, Grazie erfreuen« und »tropaios τροπαιος« von »trepō τρεπω« für »wechseln« ab.